# Bhatauli
Bhatauli (nepalski: भटौली) – gaun wikas samiti w środkowej części Nepalu w strefie Dźanakpur w dystrykcie Ramechhap. Według nepalskiego spisu powszechnego z 2001 roku liczył on 735 gospodarstw domowych i 4066 mieszkańców (2121 kobiet i 1945 mężczyzn).